# 西浦
22°17′14″N 114°08′42″E / 22.2873°N 114.1450°E

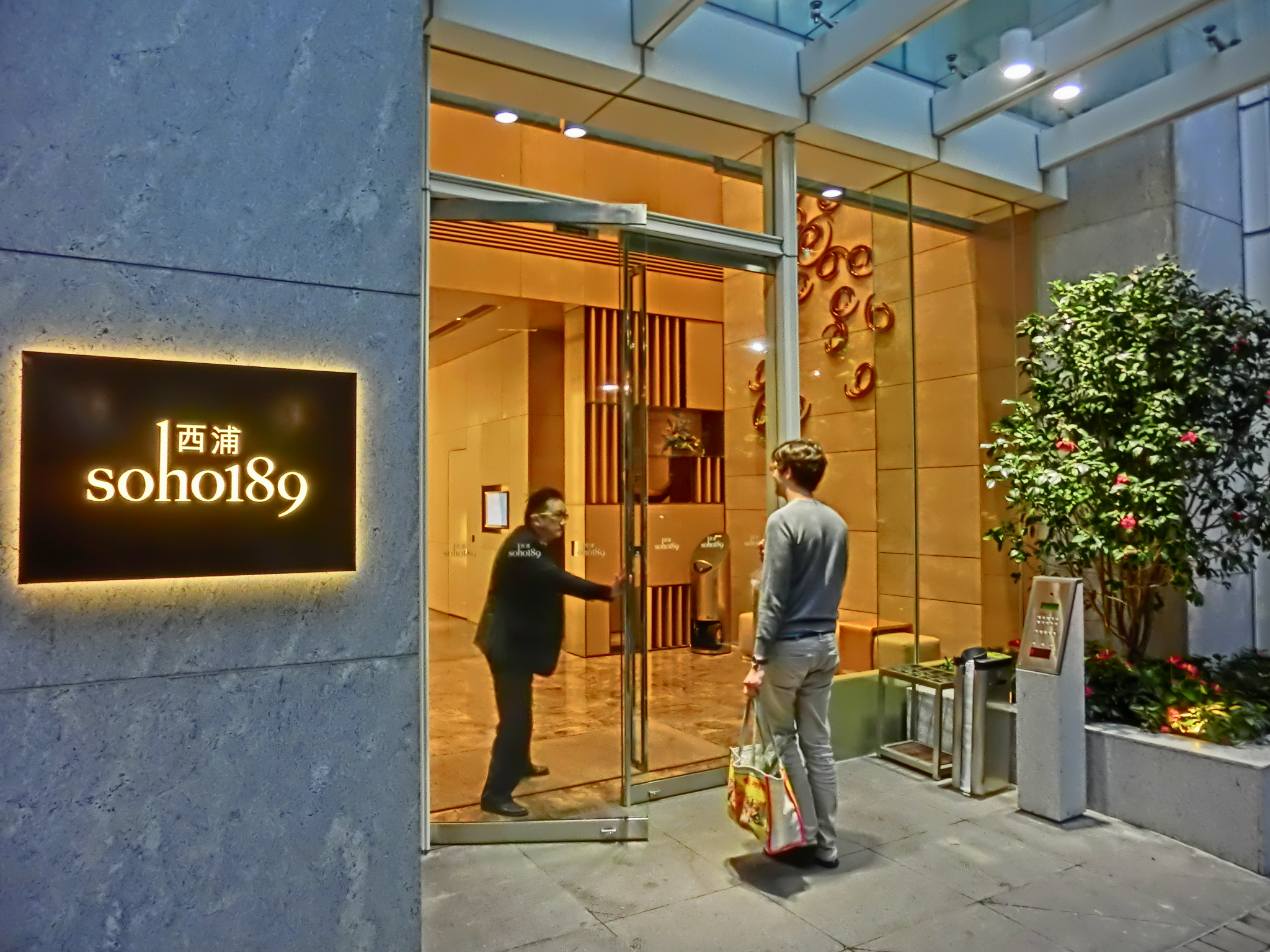
大堂出入口

西浦（Soho 189），是位於香港西營盤皇后大道西的單幢住宅，樓高共37層，由嘉里建設及培新控股（以智維有限公司、雅裕有限公司、焯盈有限公司、冠來投資有限公司及巨盛有限公司名義）發展，由嘉里建設旗下公司管理，於2013年2月入伙。

## 歷史
西浦18前身位於皇后大道西185-189號3幢唐樓、李陞街6-8號聯華大廈及李陞街10-12號香山會所，2008年嘉里建設以6.97億元收購聯華大廈71%權益，及後進行強制拍賣。
最終嘉里建設及培新控股共同把上址發展成單幢住宅 －西浦，並於2011年7月開售樓花。

## 簡介
物業實際樓高37層，惟由於不設4、13、14、24、34字樓，故有42字樓，其中基座佔4層，其餘38層為住宅單位 ，共設149個單位，建築面積由約730-2,200呎不等，包括142伙標準戶及7伙特色戶，開售價約每平方呎$16,000，而一梯有兩伙至五伙不等。另外，物業的基座2-5樓為會所，其設施包括水療室、燒烤場、游泳池、桑拿室、平台花園、宴會廳等，供住戶享用。
商業方面，物業地下及一樓為商場部份，共設15個商舖。
據土地註冊處資料顯示，位於皇后大道西189號的西浦，其地下及1樓，共15個商舖，連1樓平台，樓面約1.1萬方呎，於2013年10月以3.39億元，售予駿能投資有限公司，該公司的股東為Cornes Properties Limited，兩家公司的秘書及董事，均各是李永恒及蘇定光，其中蘇定光應是與包氏基金有密切關係的人物。

## 鄰近
- 普頓臺
- 俊陞華庭
- 李陞街遊樂場
- 皇后酒店
- 西營盤賽馬會分科診療所
- 贊育醫院
- 菲臘牙科醫院

## 外部連結
- 西浦18 官方網頁（页面存档备份，存于）